# Célula indiferenciada
Em citologia, chama-se célula indiferenciada a uma célula que ainda não tem definida uma função no embrião ou no futuro organismo. As funções que as células podem realizar são determinadas durante o processo de diferenciação celular. Também pode ser uma célula que não adquiriu características de célula especializada, sendo que estas já têm um destino de tornar-se de um determinado tecido.